# Lijst van administratieve eenheden in Tiền Giang
Deze lijst bevat een overzicht van administratieve eenheden in Tiền Giang (Vietnam).
De provincie Tiền Giang ligt in het het zuiden van Vietnam, dat ook bekend is als de Mekong-delta. De oppervlakte van de provincie bedraagt 2484,2 km² en Tiền Giang telt ruim 1.724.800 inwoners. Tiền Giang is onderverdeeld in een stad, een thị xã en acht huyện.

## Stad

### Thành phốMỹ Tho
- Phường 1
- Phường 10
- Phường 2
- Phường 3
- Phường 4
- Phường 5
- Phường 6
- Phường 7
- Phường 8
- Phường 9
- Phường Tân Long
- Xã Đạo Thành
- Xã Mỹ Phong
- Xã Phước Thạnh
- Xã Tân Mỹ Chánh
- Xã Thới Sơn
- Xã Trung An

## Thị xã

### Thị xã Gò Công
- Phường 1
- Phường 2
- Phường 3
- Phường 4
- Phường 5
- Xã Bình Đông
- Xã Bình Xuân
- Xã Long Chánh
- Xã Long Hòa
- Xã Long Hưng
- Xã Long Thuận
- Xã Tân Trung

## Huyện

### Huyện Cái Bè
- Thị trấn Cái Bè
- Xã An Cư
- Xã An Hữu
- Xã An Thái Đông
- Xã An Thái Trung
- Xã Đông Hòa Hiệp
- Xã Hậu Mỹ Bắc A
- Xã Hậu Mỹ Bắc B
- Xã Hậu Mỹ Phú
- Xã Hậu Mỹ Trinh
- Xã Hậu Thành
- Xã Hòa Khánh
- Xã Hòa Hưng
- Xã Mỹ Đức Đông
- Xã Mỹ Đức Tây
- Xã Mỹ Hội
- Xã Mỹ Lợi A
- Xã Mỹ Lợi B
- Xã Mỹ Lương
- Xã Mỹ Tân
- Xã Mỹ Trung
- Xã Tân Hưng
- Xã Tân Thanh
- Xã Thiện Trung
- Xã Thiện Trí

### Huyện Cai Lậy
- Thị trấn Cai Lậy
- Xã Bình Phú
- Xã Cẩm Sơn
- Xã Hiệp Đức
- Xã Hội Xuân
- Xã Long Khánh
- Xã Long Tiên
- Xã Long Trung
- Xã Mỹ Hạnh Đông
- Xã Mỹ Hạnh Trung
- Xã Mỹ Long
- Xã Mỹ Phước Tây
- Xã Mỹ Thành Bắc
- Xã Mỹ Thành Nam
- Xã Ngũ Hịêp
- Xã Nhị Mỹ
- Xã Nhị Quý
- Xã Phú An
- Xã Phú Cường
- Xã Phú Nhuận
- Xã Phú Quý
- Xã Tam Bình
- Xã Tân Bình
- Xã Tân Hội
- Xã Tân Phong
- Xã Tân Phú
- Xã Thanh Hòa
- Xã Thạnh Lộc

### Huyện Châu Thành
- Thị trấn Tân Hiệp
- Xã Bàn Long
- Xã Bình Đức
- Xã Bình Trưng
- Xã Điềm Hy
- Xã Đông Hòa
- Xã Dưỡng Điềm
- Xã Hữu Đạo
- Xã Kim Sơn
- Xã Long An
- Xã Long Định
- Xã Long Hưng
- Xã Nhị Bình
- Xã Phú Phong
- Xã Song Thuận
- Xã Tam Hiệp
- Xã Tân Hội Đông
- Xã Tân Hương
- Xã Tân Lý Đông
- Xã Tân Lý Tây
- Xã Thân Cửu Nghĩa
- Xã Thạnh Phú
- Xã Vĩnh Kim

### Huyện Chợ Gạo
- Thị trấn Chợ Gạo
- Xã An Thạnh Thủy
- Xã Bình Ninh
- Xã Bình Phan
- Xã Bình Phục Nhứt
- Xã Đăng Hưng Phước
- Xã Hòa Định
- Xã Hòa Tịnh
- Xã Long Bình Điền
- Xã Lương Hoà Lạc
- Xã Mỹ Tịnh An
- Xã Phú Kiết
- Xã Qươn Long
- Xã Song Bình
- Xã Tân Bình Thạnh
- Xã Tân Thuận Bình
- Xã Thanh Bình
- Xã Trung Hòa
- Xã Xuân Đông

### Huyện Gò Công Đông
- Thị trấn Tân Hòa
- Xã Bình Ân
- Xã Bình Nghị
- Xã Gia Thuận
- Xã Kiểng Phước
- Xã Phước Trung
- Xã Tân Điền
- Xã Tân Đông
- Xã Tân Phước
- Xã Tân Tây
- Xã Tân Thành
- Xã Tăng Hòa
- Xã Vàm Lánh

### Huyện Gò Công Tây
- Thị trấn Vĩnh Bình
- Xã Bình Nhì
- Xã Bình Phú
- Xã Bình Tân
- Xã Đồng Sơn
- Xã Đồng Thạnh
- Xã Long Bình
- Xã Long Vĩnh
- Xã Thành Công
- Xã Thạnh Nhựt
- Xã Thạnh Trị
- Xã Vĩnh Hựu
- Xã Yên Luông

### Huyện Tân Phú Đông
- Xã Phú Đông
- Xã Phú Tân
- Xã Phú Thạnh
- Xã Tân Phú
- Xã Tân Thạnh
- Xã Tân Thới

### Huyện Tân Phước
- Thị trấn Mỹ Phước
- Xã Hưng Thạnh
- Xã Mỹ Phước
- Xã Phú Mỹ
- Xã Phước Lập
- Xã Tân Hòa Đông
- Xã Tân Hòa Tây
- Xã Tân Hòa Thành
- Xã Tân Lập 1
- Xã Tân Lập 2
- Xã Thạnh Hòa
- Xã Thạnh Mỹ
- Xã Thạnh Tân